# Championnat de Namibie de football 2013-2014
Navigation
Édition précédente Édition suivante
La saison 2013-2014 du Championnat de Namibie de football est la vingt-deuxième édition de la Premier League, le championnat de première division national namibien. Les équipes engagées sont regroupées au sein d'une poule unique où elles affrontent deux fois leurs adversaires, à domicile et à l'extérieur. En fin de saison, pour permettre le passage du championnat à 16 équipes, le dernier du classement est relégué tandis que l'avant-dernier doit disputer un barrage de promotion-relégation face à trois clubs de D2.
C'est le Black Africa FC, triple tenant du titre, qui remporte à nouveau la compétition cette saison après avoir terminé en tête du classement, avec un seul point d'avance sur African Stars FC et quatre sur Orlando Pirates Windhoek. C'est le huitième titre de champion de Namibie de l'histoire du club.

## Participants
- Ramblers FC
- Tura Magic FC
- United Stars FC - Promu de D2
- Eleven Arrows FC
- African Stars FC
- Civics FC
- Blue Waters FC
- Rundu Chiefs FC
- United Africa Tigers FC
- Black Africa FC
- Orlando Pirates Windhoek
- Blue Boys FC - Promu de D2

## Compétition

### Classement
Le classement est établi sur le barème de points classique : victoire à 3 points, match nul à 1, défaite à 0.
| Rang | Équipe                   | Pts | J  | G  | N | P  | Bp | Bc | Diff |
| ---- | ------------------------ | --- | -- | -- | - | -- | -- | -- | ---- |
| 1    | Black Africa FCT         | 46  | 22 | 13 | 7 | 2  | 32 | 14 | +18  |
| 2    | African Stars FCC        | 45  | 22 | 14 | 3 | 5  | 36 | 17 | +19  |
| 3    | Orlando Pirates Windhoek | 42  | 22 | 12 | 6 | 4  | 28 | 19 | +9   |
| 4    | United Africa Tigers FC  | 36  | 22 | 10 | 6 | 6  | 32 | 26 | +6   |
| 5    | Blue Waters FC           | 32  | 22 | 9  | 5 | 8  | 37 | 31 | +6   |
| 6    | Tura Magic FC            | 31  | 22 | 8  | 7 | 7  | 21 | 19 | +2   |
| 7    | Civics FC                | 30  | 22 | 8  | 6 | 8  | 22 | 20 | +2   |
| 8    | Ramblers FC              | 26  | 22 | 7  | 5 | 10 | 24 | 28 | -4   |
| 9    | United Stars FCP         | 26  | 22 | 7  | 5 | 10 | 26 | 35 | -9   |
| 10   | Eleven Arrows FC         | 19  | 22 | 6  | 1 | 15 | 24 | 36 | -12  |
| 11   | Rundu Chiefs FC          | 18  | 22 | 5  | 3 | 14 | 20 | 38 | -18  |
| 12   | Blue Boys FCP            | 16  | 22 | 4  | 4 | 14 | 20 | 39 | -19  |

|  | Champion de Namibie 2013-2014                                                           |
|  | Participation au barrage de promotion-relégation                                        |
|  | Relégation directe en deuxième division                                                 |
|  | T : Tenant du titre C : Vainqueur de la Coupe de Namibie P : Promu de deuxième division |

### Matchs

#### Barrage de promotion-relégation
Rundu Chiefs, 11e de Super League retrouve les trois vice-champions de D2 pour le barrage de promotion-relégation. Les quatre clubs s'affrontent tous une fois et les trois premiers accèdent ou se maintiennent en première division.
| Rang | Équipe                 | Pts | J | G | N | P | Bp | Bc | Diff |  | Résultats (▼ dom., ► ext.) | MGu | Reb | Ben | RCh |
| ---- | ---------------------- | --- | - | - | - | - | -- | -- | ---- |  | -------------------------- | --- | --- | --- | --- |
| 1    | Mighty Gunners FC (D2) | 6   | 3 | 2 | 0 | 1 | 8  | 7  | +1   |  | Mighty Gunners FC (D2)     |     | 2-4 | 3-2 | 3-1 |
| 2    | Rebels FC (D2)         | 4   | 3 | 1 | 1 | 1 | 5  | 4  | +1   |  | Rebels FC (D2)             |     |     | 0-0 | 1-2 |
| 3    | Benfica Tsumeb (D2)    | 4   | 3 | 1 | 1 | 1 | 3  | 3  | 0    |  | Benfica Tsumeb (D2)        |     |     |     | 1-0 |
| 4    | Rundu Chiefs FC        | 3   | 3 | 1 | 0 | 2 | 3  | 5  | -2   |  | Rundu Chiefs FC            |     |     |     |     |

- Les trois formations de D2 sont promues alors que Rundu Chiefs est relégué en deuxième division.

## Bilan de la saison
| Championnat de Namibie de football 2013-2014                        |                            |
| Champion                                                            | Black Africa FC (8e titre) |
| Coupes et trophées                                                  |                            |
| Vainqueur de la Coupe de Namibie 2013-2014                          | African Stars FC           |
| Qualifications continentales                                        |                            |
| Ligue des champions de la CAF 2015                                  | Aucun                      |
| Coupe de la confédération 2015                                      | Aucun                      |
| Promotions et relégations                                           |                            |
| Promus en Championnat de Namibie de football                        | Mighty Gunners FC          |
| Promus en Championnat de Namibie de football                        | Rebels FC                  |
| Promus en Championnat de Namibie de football                        | Benfica Tsumeb             |
| Promus en Championnat de Namibie de football                        | Julinho Sporting           |
| Promus en Championnat de Namibie de football                        | Touch & Go FC              |
| Promus en Championnat de Namibie de football                        | Citizens FC                |
| Relégués en Championnat de Namibie de football de deuxième division | Rundu Chiefs FC            |
| Relégués en Championnat de Namibie de football de deuxième division | Blue Boys FC               |